# Кеннеди, Джейми
Джеймс Харви (Дже́йми) Ке́ннеди (англ. James Harvey "Jamie" Kennedy; род. 25 мая 1970, Аппер-Дарби, Пенсильвания) — американский актёр, сценарист, комик и рэпер.

## Биография
Родился 25 мая 1970 года. Кеннеди, младший из шести детей, родился в городке Аппер-Дарби, пригород Филадельфии, Пенсильвания. Его семья ирландского происхождения и по вероисповеданию католики. Он посещал и окончил среднюю школу Monsignor Bonner в 1988. После окончания средней школы он начал свою карьеру в Голливуде и дополнительно оттачивал свой навык к голосовым перевоплощениям.

## Карьера
Кеннеди использовал свой голос, мастерски создав поддельного персонажа, экранного агента «PoopyPower». Выдавая себя за Марти Пауера по телефону он привлёк внимание агентов и менеджеров, которые позже выпустили книгу его выступлений. Он стал известен в конце 1990-х по роли Ренди Микса в трилогии Крик. В последние годы он играл небольшие роли в ряде других голливудских фильмов и чаще появляется с актёром Кэлом Пенном, включая фильмы «Разыскиваются в Малибу», «Гарольд и Кумар уходят в отрыв» и «Сын Маски». Его роль Тима Эйвери в фильме «Сын Маски» принесла ему Премию «Золотая малина» за худшую мужскую роль.
Кеннеди основал продюсерскую компанию под названием Wannabe Producers, наряду с Джошем Эттингом, через которого он создал шоу «Эксперимент с Джейми Кеннеди», «Вдувание вверх», «Звёздочка» и «Жизнь с Фрэн». После «Разыскиваются в Малибу» (2003), к которому он написал сценарий вместе со Стью Стоуном.
Кеннеди предоставил свой голос для видеоигры ESPN NFL 2K5. Его работа в качестве ведущего Activision на шоу «Electronic Entertainment Expo» в 2007 году вызвала критику.
В исполнении юмористических импровизаций он прославился за свой скетч в выступлении на реалити-шоу «Эксперимент с Джейми Кеннеди», который получил на канале The WB Television Network в 2002 году высокие рейтинги, но был отменён в апреле 2004 года из-за падения рейтингов. В 2006 году Jizzy Entertainment выпустила фильм Unwashed: The Stand-Up Special. В 2008 году Кеннеди выпустил документальный фильм Heckler, о тяжёлом положении комиков против зачастую агрессивной аудитории. В 2007 году он появился в сериале «Мыслить как преступник», в роли серийного убийцы-сатаниста-людоеда.
Начиная с 2008 года Кеннеди играет профессора психологии Элайа Джеймса в сериале канала CBS «Говорящая с призраками», и в реальной жизни встречался с актрисой Дженнифер Лав Хьюитт, но они расстались. Он также активно участвует в кампании привлечения туристов в Калифорнию, появляясь в рекламных роликах с губернатором Арнольдом Шварценеггером. Начиная с 2009 года он играет в мультсериале «Шоу Кливленда», озвучивая бойфренда Роберты Таббс.
Он также снялся в новом анимационном телевизионном шоу «Фанбой и Чам-Чам» в роли Кайла, обладающий пред-тинэйджерским контролем над магией и фигурными скобками. Он собрал в целом положительные отзывы критиков, с ToonGuys, заявившим, что «шоу приличное, но Сет Грин и Джейми Кеннеди, предоставившие голоса, сделали шоу очень интересным». В апреле 2010 года источники сообщали, что Кеннеди вернётся в продолжении «Крика», однако, сценарист Кевин Уильямсон заявил, что таких планов у него не было.

## Избранная фильмография
| Год       |    | Русское название                             | Оригинальное название                 | Роль                                 |
| --------- | -- | -------------------------------------------- | ------------------------------------- | ------------------------------------ |
| 1989      | ф  | Общество мёртвых поэтов                      | Dead Poets Society                    | эпизод                               |
| 1996      | ф  | Ромео + Джульетта                            | Romeo + Juliet                        | Сампсон                              |
| 1996      | ф  | Крик                                         | Scream                                | Ренди Микс                           |
| 1997      | тф | Девушки из офиса                             | Clockwatchers                         | Эдди                                 |
| 1997      | ф  | Крик 2                                       | Scream 2                              | Ренди Микс                           |
| 1997      | ф  | Лучше не бывает                              | As Good as It Gets                    | уличный шустрила                     |
| 1998      | ф  | В наркотических волнах                       | Bongwater                             | Томми                                |
| 1998      | ф  | Враг государства                             | Enemy of the State                    | Джейми                               |
| 1999      | ф  | Клёвый парень                                | Bowfinger                             | Дейв                                 |
| 1999      | ф  | Три короля                                   | Three Kings                           | Уолтер Вугмен                        |
| 2000      | ф  | Бойлерная                                    | Boiler Room                           | Адам                                 |
| 2000      | ф  | Крик 3                                       | Scream 3                              | Ренди Микс                           |
| 2000      | ф  | На живца                                     | Bait                                  | агент Блум                           |
| 2000      | ф  | Необыкновенные                               | The Specials                          | Амок                                 |
| 2001      | ф  | Джей и Молчаливый Боб наносят ответный удар  | Jay and Silent Bob Strike Back        | ассистент Чака                       |
| 2001      | ф  | Возмездие Макса Кибла                        | Max Keeble’s Big Move                 | злой продавец мороженого             |
| 2003      | ф  | Разыскиваются в Малибу                       | Malibu’s Most Wanted                  | Брэд «Би Рэд Джи» Глюкман            |
| 2003      | ф  | Любовь всё меняет                            | Sol Goode                             | Джастин Сакс                         |
| 2003—2004 | мс | Царь горы                                    | King of the Hill                      | разные персонажи                     |
| 2004      | ф  | Гарольд и Кумар уходят в отрыв               | Harold & Kumar Go to White Castle     | жуткий парень                        |
| 2005      | ф  | Сын Маски                                    | Son of the Mask                       | Тим Авери / Маска                    |
| 2006      | ф  | Фарс пингвинов                               | Farce of the Penguins                 | Джейми                               |
| 2007      | ф  | Танцуй до упаду                              | Kickin’ It Old Skool                  | Джастин Шумахер                      |
| 2007—2017 | с  | Мыслить как преступник                       | Criminal Minds                        | Флойд Фейлин Феррелл                 |
| 2008      | с  | Жнец                                         | Reaper                                | Раян                                 |
| 2008      | ф  | Экстремальное кино                           | Extreme Movie                         | Матеус                               |
| 2008—2010 | с  | Говорящая с призраками                       | Ghost Whisperer                       | доктор Элай Джеймс                   |
| 2009      | ф  | В поисках блаженства                         | Finding Bliss                         | Дик Хардер                           |
| 2009      | мф | Любопытный Джордж 2: По следам обезьян       | Curious George 2: Follow That Monkey! | Данно Вулф                           |
| 2009—2013 | мс | Шоу Кливленда                                | The Cleveland Show                    | Габриэл Фрайдман, другие персонажи   |
| 2009—2014 | мс | Фанбой и Чам Чам                             | Fanboy & Chum Chum                    | Кайл / Фанкилехум                    |
| 2010      | ф  | Кафе                                         | Café                                  | Глен Кемби                           |
| 2012      | ф  | Нарушая правила                              | Bending the Rules                     | Тео Голд                             |
| 2012      | ф  | Хорошие поступки                             | Good Deeds                            | Марк                                 |
| 2012      | ф  | Невероятные приключения американца в Армении | Lost & Found in Armenia               | Билл                                 |
| 2014      | ф  | Похмельные игры                              | The Hungover Games                    | Джастмич / Вилли Ванкер / Тим Пистол |
| 2014      | тф | Бермудские щупальца                          | Bermuda Tentacles                     | доктор Циммер                        |
| 2015      | мс | Звёздная принцесса и силы зла                | Star vs. the Forces of Evil           | Гелиос                               |
| 2015      | в  | Дрожь земли 5: Кровное родство               | Tremors 5: Bloodlines                 | Трэвис Б. Уэлкер                     |
| 2016      | с  | Разбивающая сердца                           | Heartbeat                             | доктор Кейси Каллахан                |
| 2018      | ф  | На грани безумия                             | Spinning Man                          | Росс                                 |
| 2018      | в  | Дрожь земли: Холодный день в аду             | Tremors: A Cold Day in Hell           | Трэвис Б. Уэлкер                     |
| 2019      | ф  | Трюк                                         | Trick                                 | доктор Стивен                        |

## Дискография
- Blowin’ Up (2006)